# Стреляный, Анатолий Иванович
Анатолий Иванович Стре́ляный (род. 5 февраля 1939, Харьков, УССР) — советский, затем российский и украинский писатель, сценарист и прозаик, публицист, радиоведущий, комментатор, специальный корреспондент, журналист.
Член Союза писателей СССР (1975), член и вице-президент (1989—1991) Русского ПЕН-центра.
Лауреат Государственной премии СССР (1989).
Проза и статьи Стреляного посвящены в основном сельской жизни и проблемам экономики.
Жил преимущественно в Сумской области, в селе Рябина, а также в Ахтырке.

## Биография
Окончил факультет журналистики МГУ (1957 год — 1971 год).
Работал в газетах Казахстана, затем много лет был специальным корреспондентом «Комсомольской правды». Член КПСС с 1971 года.
Был комментатором Агентства печати «Новости» (АПН), ответственным секретарём журнала «Новый мир» (заведовал отделом публицистики, 1986).
Один из известных участников организации «Апрель» (всесоюзная ассоциация писателей в поддержку Перестройки). В октябре 1990 года подписал «Римское обращение».
В качестве комментатора участвовал в телепроекте «Намедни 1961—1991: Наша эра».
Работал на радио «Свобода» с 1995 по 2019 годы; вёл программу «Россия вчера, сегодня, завтра», затем — передачу «Ваши письма».

### Политические взгляды
Поддержал провозглашение независимости Украины в 1991 году и окончание «политики русификации».
Был сторонником Бориса Ельцина и поддержал его переизбрание в 1996 году.
Поддерживал Виктора Ющенко, называя того «великим президентом». Поддержал Евромайдан; после событий на Украине в 2014 году резко критично отзывался о Владимире Путине и Викторе Януковиче. Одобрил политику Петра Порошенко. Негативно отозвался о Владимире Зеленском: «В 2015 году началась грандиозная, не имеющая подобий операция по замещению действующего главы государства вымышленным лицом. Несколько месяцев назад им стал победивший на безукоризненных выборах актёр, который перед тем четыре года исполнял роль образцового президента в телесериале. Теперь играется спектакль, выдаваемый за его успешную государственную деятельность. Остановлена украинизация, не вспоминаются безумные предвыборные обещания. В страну возвращаются деятели домайданного режима, переждавшие худые для них времена за границей».

## Фильмография
- 1980: Тайное голосование
- 1986: Год телёнка;
- 1986: Архангельский мужик (об архангельском фермере Сивкове — 1986, МТФ в Каннах — Главный приз.
- Намедни 1961-1991 Наше время. Документальный цикл Леонида Парфёнова.

## Награды и премии
- Государственная премия СССР (1989) — за сценарий телевизионного художественно-публицистического фильма «Архангельский мужик»

## Публикации
книги
- Земля его — судьба его. — М.: Политиздат, 1971. — 136 с.
- В большой семье. — М.: Политиздат, 1972.
- Алейский инцидент. — М.: Советская Россия, 1974.
- В Старой Рябине: Очерки. — М.: Советский писатель, 1978. — 398 c.
- Женские письма. — М.: Советская Россия, 1981.
- В гостях у матери. — М.: Советский писатель, 1984.
- Приход и расход. — М.: Советская Россия, 1987. — 96 с.
- Сенная лихорадка [повести: Сенная лихорадка, Трое в степи; рассказы: В табуне, Иван Иванович, Слёзы Очкова; очерки: Соседи, На капусте под Москвой, Приход и расход]. — М.: Советский писатель, 1988. — 592 с. — 100 000 экз.
- В гостях у матери: Семейная повесть. — М.: Правда, 1989. — 478 с.
- Год личной жизни. — М.: Современник, 1989. — 320 с.
- Стреляный на «Свободе», или Последнее мирное лето. — Минск, 1990.
- Сходит затмение. — М.: Новости, 1991. — 352 с. — (Время. События. Люди). — 20 000 экз. — ISBN 5-7020-0347-0.
- Ваши письма на «Свободу». —М.: Время, 2000. — 496 с. — (Диалог: Политика, история, наука, экономика). — 3000 экз. — ISBN 5-94117-010-6.

статьи
- Постепенность губит революции: Выступление 15 мая 1987 года в Московском университете // Страна и мир. — 1987. — № 4.
- Лязг клинков // Синтаксис. — 1988. — № 22.
- Последний романтик: О Н. С. Хрущёве // Дружба народов. — 1988. — № 11
- Стрельба влёт // Дружба народов. — 1988. — № 6
- Постепенность самоцель? // Страна и мир. — 1988. — № 6
  - Постепенность самоцель? // Синтаксис. — 1988. — № 24.
- Революционеры и «постепеновцы» // Время и мы. — 1988. — № 103.
- С красной строки: Русские мечтания // Страна и мир. — 1989. — № 3
- Памяти Ларисы Пияшевой // Континент. — 2003. — № 116